# Mayapán (kommun i Mexiko)
Mayapán är en kommun i Mexiko.   Den ligger i delstaten Yucatán, i den östra delen av landet, 1 000 km öster om huvudstaden Mexico City. Antalet invånare är 3 269. Arean är 103 kvadratkilometer.
Terrängen i Mayapán är mycket platt.